# Andrzej Waksmundzki
Andrzej Waksmundzki (ur. 3 października 1910 w Waksmundzie, zm. 7 grudnia 1998 w Lublinie) – polski specjalista w zakresie chemii fizycznej, chromatografii, fizykochemii zjawisk powierzchniowych, technologii światłowodowych, profesor związany z UMCS, naukowiec i nauczyciel akademicki.

## Życiorys

### Okres przed II wojną światową
Andrzej Waksmundzki uczęszczał do wiejskiej szkoły powszechnej w Waksmundzie, a następnie do gimnazjum im. Seweryna Goszczyńskiego w Nowym Targu. Po maturze (1930) wstąpił do Wołyńskiej Szkoły Podchorążych Rezerwy Artylerii, lecz wkrótce (1931) zdecydował się na rozpoczęcie studiów chemicznych na Wydziale Filozoficznym Uniwersytetu Jagiellońskiego. Tytuł magistra filozofii w zakresie chemii otrzymał w roku 1935, po obronie pracy magisterskiej, wykonanej pod kierunkiem prof. Bogdana Kamieńskiego w Katedrze Chemii Fizycznej i Elektrochemii, po czym został zatrudniony w Katedrze na stanowisku asystenta. Pracę doktorską pt. Wpływ pH na zmiany potencjału i napięcia powierzchniowego roztworów organicznych zasad (promotor: Bogdan Kamieński) obronił w roku 1939, uzyskując stopień doktora filozofii w zakresie chemii.

### II wojna światowa
W czasie II wojny światowej uniknął aresztowania w ramach „akcji przeciwko profesorom uniwersyteckim” – Sonderaktion Krakau (był asystentem). Po zamknięciu uczelni pracował w Nowym Targu jako nauczyciel w średniej Szkole Handlowej (mieszkając w Ostrowsku). Brał udział w konspiracyjnej działalności Związku Walki Zbrojnej, a później był komendantem powiatowym w Ruchu Oporu Chłopów. Zapewniał łączność Armii Krajowej z zagranicą, organizując należący do trasy przerzutowej do Budapesztu odcinek Nowy Targ-Łapsze (zob. Łapsze Niżne, Łapsze Wyżne). W jego domu w Ostrowsku znajdował się punkt przerzutowy „Karczma”. Został aresztowany w lutym 1942 roku, a następnie – po trzymiesięcznym śledztwie – wywieziony do Auschwitz-Birkenau. Był też więźniem Groß-Rosen, Dyhernfurth i Mauthausen. Pracował m.in. w kamieniołomach i zakładach chemicznych.
Współwięzień, Mieczysław Mołdawa, wspominał:

To były straszne czasy i mordercza praca. Z odstrzelonych fragmentów granitowej skały formowaliśmy bloki, z których powstawały pomniki na chwałę Hitlera i faszyzmu. Dzięki znajomości struktury kamienia więzień Waksmundzki wiedział jak weń uderzać, aby nie było nadmiernych odprysków. Kto tego nie potrafił, narażał się na bicie esesmanów. Jego wiedza uratowała wielu inteligentów, którzy nie mieli pojęcia o pracy w kamieniołomach.

Więźniowie obozu zostali uwolnieni 5 maja 1945 r. przez Amerykanów.

### Okres powojenny
Od czerwca 1945 r. ponownie pracował, na dawnym stanowisku, w Katedrze Chemii Fizycznej i Elektrochemii UJ. Wkrótce potem otrzymał – od Henryka Raabego (rektora tworzonego w Lublinie Uniwersytetu Marii Curie-Skłodowskiej) – propozycję zorganizowania Katedry Chemii Fizycznej na Wydziale Przyrodniczym tej uczelni i objęcia jej kierownictwa, a później również kierownictwa Katedry Chemii Nieorganicznej i Analitycznej na Wydziale Farmaceutycznym Akademii Medycznej. Z Lublinem był związany przez następne lata życia, osiągając kolejne stopnie awansu naukowego i służbowego:
- w roku 1949 – stopień doktora habilitowanego na podstawie rozprawy nt. Właściwości filmów adsorpcyjnych chinoliny i jej metylopochodnych na powierzchni ich wodnych roztworów,
- w roku 1950 – tytuł profesora nadzwyczajnego,
- w roku 1960 – tytuł profesora zwyczajnego.

W latach 1969–1970 pracował (jako Visiting professor) w University of British Columbia w Vancouver (Kanada).
Katedrą Chemii Fizycznej na Wydziale Przyrodniczym UMCS kierował przez 35 lat, a Katedrą Chemii Nieorganicznej i Analitycznej na Wydziale Farmaceutycznym AM przez 18 lat. W latach 1957–1961 kierował ponadto Zakładem Chemii Ogólnej na Wydziale Lekarskim AM i w latach 1980–1983 – nową Pracownią Technologii Światłowodów. Pod opieką Andrzeja Waksmundzkiego tytuł magistra uzyskało ponad 500 studentów, a doktorat 43 magistrów. Wielu wychowanków Andrzeja Waksmundzkiego uzyskało później habilitacje i tytuły profesora (według informacji lubelskiego oddziału PAN – 22 doktorów habilitowanych i 17 profesorów). W 1980 r. przeszedł na emeryturę i został zatrudniony w UMCS jako profesor emeritus (½ etatu).

## Tematyka badań naukowych

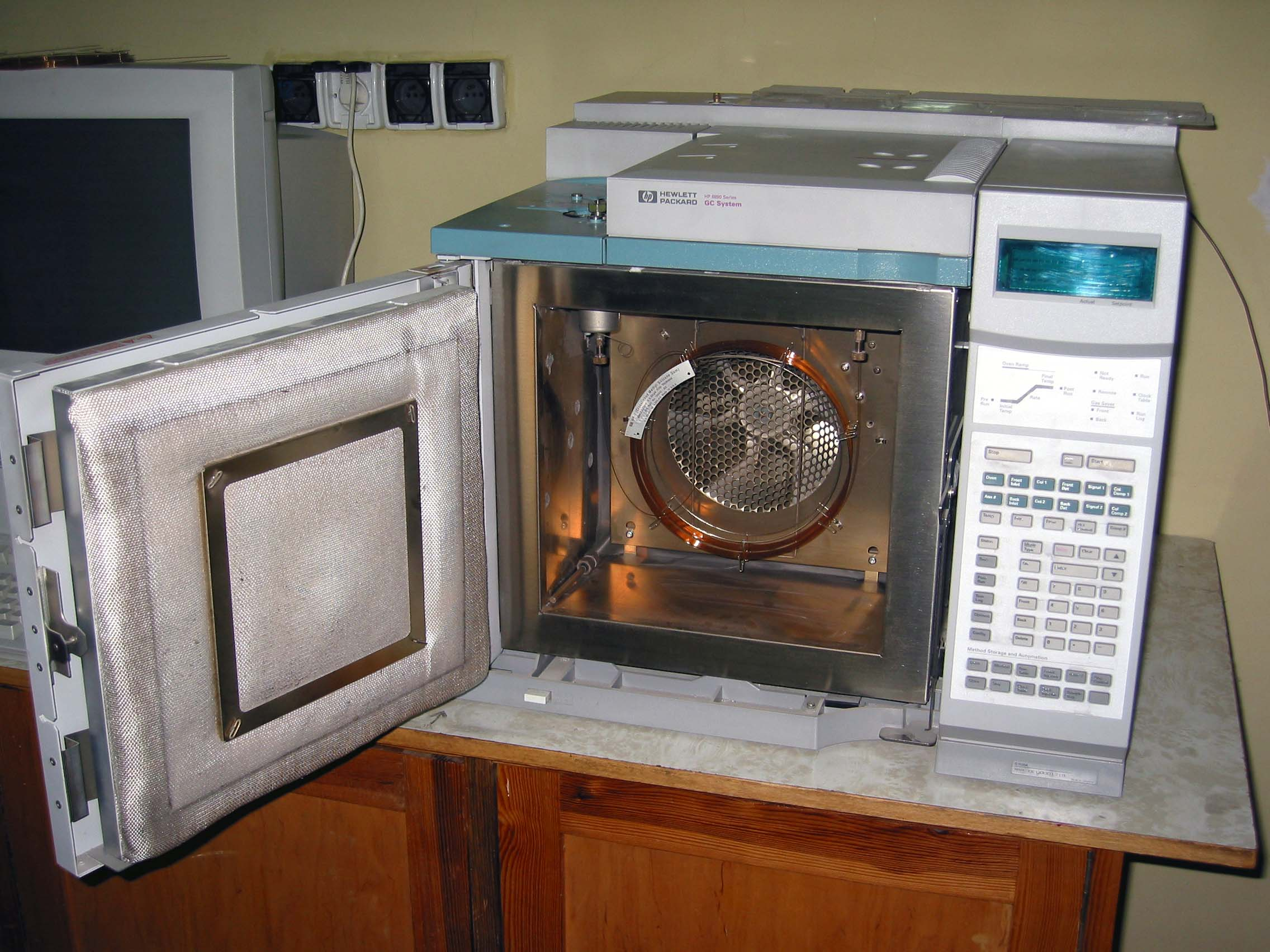
Wnętrze chromatografu gazowego z kolumną kapilarną

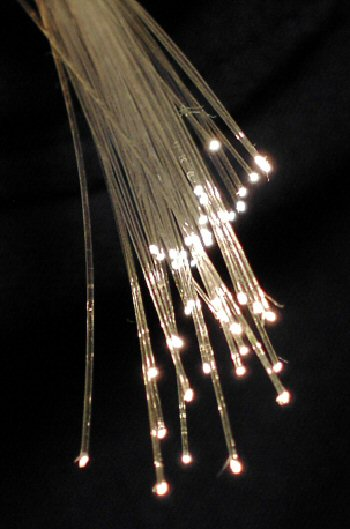
Szklane włókna światłowodu
(zob. też kabel światłowodowy
światłowód)

Zainteresowania naukowe Andrzeja Waksmundzkiego i jego zespołu dotyczyły fizykochemii granicy faz (w tym m.in. chromatografia, adsorpcja, właściwości elektrochemiczne) i technologii wytwarzania światłowodów. Określono m.in. optymalne warunki ekstrakcji słabych kwasów i zasad organicznych na skalę przemysłową, opracowano teoretyczne podstawy adsorpcji z roztworów wieloskładnikowych i określono warunki chromatograficznego rozdziału alkaloidów w różnych roślinach, zastosowano chromatografię gazową do badań energetycznej niejednorodności adsorbentów, opracowano i wdrożono metody przemysłowej produkcji wypełnień do kolumn chromatograficznych z fazami stacjonarnymi o różnej polarności i wypełnień do chromatografii adsorpcyjnej oraz metody otrzymywania szklanych i kwarcowych chromatograficznych kolumn kapilarnych. W czasie doskonalenia tych technik zostały zbudowane podstawy technologii wytwarzania światłowodów m.in. dla telekomunikacji. W roku 1979 w Pracowni wytworzono kabel światłowodowy o długości 2,5 km, łączący dwie centrale telefoniczne w Lublinie.
Prowadzone pod kierunkiem Andrzeja Waksmundzkiego fizykochemiczne badania procesów wzbogacania minerałów (np. pomiary potencjałów elektrokinetycznych i kątów zwilżania), wykonywano w celu zastosowania w praktyce. Dotyczyły m.in. procesów przetwarzania fosforytów z Annopola, emulsyjnej flotacji siarki i węgla, termodynamicznych warunków wzbogacania węgli niskoenergetycznych.

## Publikacje
Andrzej Waksmundzki jest autorem lub współautorem 337 prac naukowych, 53 referatów lub artykułów przeglądowych, 21 patentów, 11 wydawnictw książkowych (monografie, skrypty, podręczniki, m.in.:
- pierwsza publikacja naukowa – Zależność pomiędzy potencjałem dielektrycznym a stałą dysocjacji zasad organicznych (Roczniki Chemii – później Polish Journal of Chemistry – 1938)[1],
- Andrzej Waksmundzki, Własności elektrokapilarne roztworów wodnych chinoliny oraz niektórych ich pochodnych w różnych koncentracjach jonów wodorowych (Annales UMCS, 1946),
- Tomasz Borkowski i współautorzy, red. Janina Opieńska-Blauth, Andrzej Waksmundzki, Marek Kański, Chromatografia (PWN Warszawa 1957)[6],
- oprac. Andrzej Waksmundzki, Regina Schreiter, Bibliografia prac autorów polskich z zakresu chromatografii i elektroforezy za lata 1947-1964 (Lubelskie Towarzystwo Naukowe–PWN Warszawa 1970)[6],
- Andrzej Waksmundzki, Jarosław Ościk, Romuald Nasuto, Tomasz Białopiotrowicz, Jan Gawdzik, Zjawiska powierzchniowe zachodzące w glebie (Zakład Narodowy im. Ossolińskich 1973)[6],
- oprac. Andrzej Waksmundzki, Regina Schreiter, Bibliografia prac autorów polskich z zakresu chromatografii za lata 1965-1971 (Polska Akademia Nauk, Komitet Chemii Analitycznej, Warszawa, wyd. 2 – 1975)[6],
- Waksmundzki Andrzej i współautorzy, Zastosowanie chromatografii gazowej w badaniach fizykochemicznych (Zakład Narodowy im. Ossolińskich, Wrocław 1974)[7].

Za szczególnie ważne pozycje tego dorobku są uważane: monografia pt. Chromatografia – praca zbiorowa licząca ponad 1000 stron, wydana w roku 1957), Podręcznik do ćwiczeń z chemii fizycznej (współautorstwo, wydania: 1952, 1956, 1957), podręcznik Chemia Fizyczna (współautorstwo, wydania: 1962, 1965, 1966).
Ostatni artykuł Andrzeja Waksmundzkiego opublikowano w roku 1998 w czasopiśmie Optical Applicata (temat: Development of investigation in the field of optical fibre technology).

## Działalność w stowarzyszeniach
Andrzej Waksmundzki był m.in.:
- przewodniczącym Komisji Chromatograficznej PAN (1978–1980),
- wiceprzewodniczącym Komitetu Chemii Analitycznej PAN (1978–1980) i Komisji Fizykochemii Powierzchni PAN (1975–1977),
- wiceprezesem Zarządu Głównego Polskiego Towarzystwa Chemicznego (1960–1964); od 1982 – członkiem honorowym PTCh
- prezesem lubelskiego oddziału PTCh.

Był też członkiem:
- Chromatographic Disscusion Group (Londyn)
- International Society for Optical Engineering (Londyn)
- Rady Głównej Ministerstwa Nauki i Szkolnictwa Wyższego (1969-76).

Przewodniczył Radom Naukowym Instytutu Agrofizyki PAN w Lublinie (1972–1978) i Instytutu Przeróbki Surowców Mineralnych AGH w Krakowie (1975–1977). Był koordynatorem centralnych programów badawczych.
Aktywnie działał w Związku Podhalan.

## Odznaczenia[1]
- Komandorski z Gwiazdą Orderu Odrodzenia Polski
- Krzyż Oficerski Orderu Odrodzenia Polski
- Krzyż Kawalerski Orderu Odrodzenia Polski (1955)[8].
- Złotym Krzyżem Zasługi z Mieczami
- Krzyż Armii Krajowej
- Krzyż Partyzancki
- Krzyż Oświęcimski
- zespołowe Nagrody Państwowe II stopnia za prace:
  - z dziedziny chromatografii (1964)
  - z dziedziny światłowodów (1988)

## Nagrody i inne wyróżnienia[1]
Profesor Andrzej Waksmundzki otrzymał tytuł Doctor honoris causa:
- UMCS w Lublinie (1985)
- Akademia Medyczna w Lublinie (1987)
- Politechnika Łódzka (1989).

## Upamiętnienie i wspomnienia
O trwałości pamięci o dokonaniach i osobie „Profesora Profesorów” – jak nazwano Profesora Waksmundzkiego w środowisku akademickim Lublina – świadczą m.in.:
- ufundowanie w 2001 roku przez Komisję Analizy Chromatograficznej i Komisję Analizy Powietrza i Gazów Komitetu Chemii Analitycznej PAN medalu i nagrody im. prof. dr hab. Andrzeja Waksmundzkiego, które są przyznawane corocznie za wybitne osiągnięcia naukowe[1][9],
- nadanie przez Senat UMCS (uchwała z 23 czerwca 1999) nowemu budynkowi „Duża Chemia” (przy pl. Marii Curie-Skłodowskiej: 3) nazwy Collegium Chemicum im. Profesora Andrzeja Waksmundzkiego[10][1]
- nadanie w 2017 r. Szkole Podstawowej w Ostrowsku na Podhalu imienia prof. Andrzeja Waksmundzkiego[11].
- zorganizowanie sesji naukowej, poświęconej pamięci prof. Andrzeja Waksmundzkiego, w czasie zjazdu PTChem i SITPChem, po której odsłonięto popiersie profesora, wykonane z brązu przez lubelską artystkę plastyczkę, Jolantę Słomianowską; odsłonięcia dokonali: Monika Waksmundzka-Hajnos (córka profesora, UM) i Andrzej Dąbrowski (dziekan Wydziału Chemii UMCS)[2][12],
- zorganizowanie Sympozjum Zjawiska Międzyfazowe wczoraj dziś i jutro, poświęconego pamięci Profesora Andrzeja Waksmundzkiego (data: 1–2 października 2010, miejsce: Wydział Chemii UMCS, organizatorzy: Wydział Chemii UMCS, Wydział Farmaceutyczny z Oddziałem Analityki Medycznej UML, Oddział Lubelski PTChem)[13]
- opracowanie licznych publikacji, dotyczących osoby i dorobku profesora Waksmundzkiego (m.in. przez pracowników UMCS)[14]

Wspomnienia wychowanków Andrzeja Waksmundzkiego i jego współpracowników z Katedry Chemii Fizycznej i Zakładu Zjawisk Międzyfazowych na Wydziale Chemii UMCS ilustruje cytat:

Dla nas, jego uczniów i współpracowników, był nie tylko nauczycielem i mistrzem ale i również ojcem naukowym, który cieszył się naszymi sukcesami a martwił niepowodzeniami nie tylko w życiu naukowym ale również osobistym każdego z nas.
Wielkość i prawy charakter Profesora Waksmundzkiego mieliśmy zaszczyt poznać i podziwiać kolejno jako jego studenci, asystenci, adiunkci, docenci i profesorowie.

## Życie prywatne
Andrzej Waksmundzki ożenił się z Antoniną z domu Greczek, przyrodnią siostrą Stefana Banacha. Ich córką jest Monika Waksmundzka-Hajnos, prof. dr hab. nauk farmaceutycznych.